# Газија (филм)
„Газија“ је југословенски филм из 1981. године. Режирао га је Ненад Диздаревић, а сценарио су писали Иво Андрић и Вук Крњевић.

## Радња
Средином 18. века границе Отоманске империје биле су озбиљно угрожене. Онима који су својим подвизима накратко одгађали неизбежни пад царства давао се традиционални назив газија, што значи ратни победник.
Иако свестрано образован, чак и теолог, Газија у једном тренутку поверује да се и књигом и сабљом заправо стиже до истог циља.
Изабире пут који више нагиње тамнијим странама његовог карактера, али силовитост, суровост и махнита храброст, које су у рату врлине, у миру изазивају разлог за зазирање околине.
Рађен према мотивима приче Иве Андрића "Пут Алије Ђерзелеза".

## Улоге
| Глумац               | Улога                        |
| -------------------- | ---------------------------- |
| Душан Јанићијевић    | Газија                       |
| Миралем Зупчевић     | Хрсуз                        |
| Јадранка Селец       | Млечанка                     |
| Милан Гутовић        | Морић 1                      |
| Крунослав Шарић      | Морић 2                      |
| Абдурахман Шаља      | Паша                         |
| Фахро Коњхоџић       | Коцкар                       |
| Заим Музаферија      | Папаз, Фратар                |
| Павле Вуисић         | Папаз, Поп                   |
| Растислав Јовић      | Шарац                        |
| Душица Жегарац       | Силована жена                |
| Предраг Милинковић   | Коњаник у газијиној пратњи   |
| Драгомир Фелба       | Приповедач о газијиној борби |
| Живко Ристић         | Бег Ефендија у механи        |
| Слободан Велимировић | Ефендија у механи            |
| Ранко Гучевац        | Манити Осман                 |
| Божидар Буњевац      | Османски борац 1             |
| Анте Вицан           | Османски борац 2             |
| Бата Камени          | Борац                        |
| Метод Певец          |                              |
| Мирсад Зулић         |                              |
| Зинаид Мемишевић     |                              |
| Здравко Биоградлија  |                              |
| Живојин Павловић     |                              |
| Миодраг Брезо        |                              |
| Аднан Палангић       |                              |
| Миленко Видовић      |                              |
| Славко Михачевић     |                              |
| Златан Мулабдић      |                              |
| Боро Милићевић       |                              |
| Маљо Гами            |                              |
| Фаик Живојевић       |                              |
| Ивица Рукавина       |                              |
| Иво Деус             |                              |
| Фадил Каруп          |                              |